# Vlag van Wijdewormer

Vlag van de gemeente Wijdewormer (1976-1991)

De vlag van Wijdewormer is per 23 juni 1976 bij raadsbesluit vastgesteld als gemeentelijke vlag van de voormalige Noord-Hollandse gemeente Wijdewormer. De vlag kan als volgt worden beschreven:
Drie banen van gelijke hoogte van blauw, de middelste baan verdeeld in vijf banen van zwart en wit met een hoogteverhouding van 1:2:1:2:1; over het geheel een groen klaverblad.
De kleuren van de vlag zijn ontleend aan het gemeentewapen. Het klaverblad is afkomstig uit de bek van het schaap op het wapen en symboliseert de weilanden in de gemeente, die door drooglegging zijn ontstaan. De blauwe kleur in de vlag verwijst naar het voormalige meer.
Het gemeentelijk dundoek bleef tot 1 januari 1991 in gebruik, op die dag is de gemeente opgegaan in de gemeente Wormerland.

## Verwante afbeelding

Wapen van Wijdewormer (1949)

Akersloot
· Andijk
· Anna Paulowna 
· Assendelft 
· Beemster 
· Bennebroek 
· Blokker 
· Broek in Waterland 
· Bussum 
· Callantsoog 
· Edam 
· Egmond 
· Egmond aan Zee 
· Egmond-Binnen 
· Graft-De Rijp 
· 's-Graveland 
· Haarlemmerliede en Spaarnwoude 
· Harenkarspel 
· Heerhugowaard 
· Hensbroek 
· Hoogwoud 
· Ilpendam 
· Jisp 
· Krommenie 
· Langedijk 
· Limmen 
· Marken 
· Midwoud 
· Monnickendam 
· Muiden 
· Naarden 
· Nederhorst den Berg 
· Nibbixwoud 
· Niedorp 
· Noorder-Koggenland 
· Obdam 
· Opperdoes 
· Schermer 
· Schermerhorn 
· Schoorl 
· Sint Maarten 
· Terschelling 
· Terschelling en Vlieland 
· Twisk 
· Venhuizen 
· Vlieland 
· Warmenhuizen
· Weesp
· Wervershoof 
· Wester-Koggenland 
· Westwoud 
· Westzaan 
· Wieringen 
· Wieringermeer 
· Wijdewormer 
· Wognum 
· Wormer 
· Wormerveer 
· Zaandam 
· Zaandijk 
· Zeevang 
· Zijpe